# Panthessalonikeios Athlītikos Omilos Kōnstantinoupolitōn 2017-2018 (pallavolo maschile)
Questa voce raccoglie le informazioni riguardanti il Panthessalonikeios Athlītikos Omilos Kōnstantinoupolitōn nella stagione 2017-2018.

## Organigramma societario
Area direttiva
- Presidente: Antōnīs Tsalopoulos
- Vicepresidente: Kōstantinos Païsiadīs

Area organizzativa
- Team manager: Dīmītrīs Dīmītrakopoulos

Area tecnica
- Primo allenatore: Jorge Elgueta (fino a ottobre), Daniele Ricci (da ottobre)
- Secondo allenatore Freddy Brooks (fino a ottobre), Francesco Russo (da novembre)
- Allenatore: Lampros Danas
- Scoutman: Stefanos Maniōtīs

Area sanitaria
- Preparatore atletico: Euthymios Leukaditīs, Dionysios Nikīforos
- Fisioterapista: Dīmītrīs Autosmidīs, Kōnstantinos Chatzīs

## Rosa
| N° | Nome                     | Ruolo | Data di nascita   | Nazionalità sportiva |
| -- | ------------------------ | ----- | ----------------- | -------------------- |
| 1  | Rafaīl Koumentakīs       | S     | 5 maggio 1993     | Grecia               |
| 2  | Giannīs Pantakidīs       | C     | 5 febbraio 1985   | Grecia               |
| 4  | Dīmītrīs Kōnstantinidīs  | L     | 5 agosto 1993     | Grecia               |
| 5  | Athanasios Terzīs        | P     | 17 marzo 1979     | Grecia               |
| 6  | Thanos Papadīmītriou     | L     | 4 agosto 1983     | Grecia               |
| 7  | Nikolaj Učikov           | O     | 13 aprile 1986    | Bulgaria             |
| 8  | Charalampos Sakoglou     | O     | 1º luglio 1990    | Grecia               |
| 10 | Nikolaos Papaggelopoulos | C     | 17 novembre 1988  | Grecia               |
| 11 | Ernardo Gómez            | O     | 30 luglio 1982    | Venezuela            |
| 12 | Kassandros Stiggas       | C     | 29 novembre 1993  | Grecia               |
| 13 | Giannīs Takouridīs       | C     | 24 maggio 1988    | Grecia               |
| 14 | Panagiōtīs Pelekoudas    | C     | 8 novembre 1989   | Grecia               |
| 15 | Panagiōtīs Papadopoulos  | S     | 30 aprile 1992    | Grecia               |
| 16 | Matthias Valkiers        | P     | 8 aprile 1990     | Belgio               |
| 17 | Alexander Shafranovich   | S     | 2 aprile 1983     | Israele              |
| 18 | Ramón Martinez           | S     | 12 settembre 1990 | Paesi Bassi          |
| 20 | Sōtīrīs Sōtīriou         | S     | 20 aprile 1986    | Grecia               |

## Statistiche

### Statistiche di squadra
| Competizione     | Punti | In casa | In casa | In casa | In trasferta | In trasferta | In trasferta | Totale | Totale | Totale |
| Competizione     | Punti | G       | V       | P       | G            | V            | P            | G      | V      | P      |
| ---------------- | ----- | ------- | ------- | ------- | ------------ | ------------ | ------------ | ------ | ------ | ------ |
| Volley League    | 52    | 15      | 12      | 3       | 15           | 10           | 5            | 30     | 22     | 8      |
| Coppa di Grecia  | -     | 1       | 1       | 0       | 1            | 1            | 0            | 4      | 4      | 0      |
| Coppa di Lega    | 4     | -       | -       | -       | -            | -            | -            | 2      | 1      | 1      |
| Champions League | 8     | 3       | 2       | 1       | 3            | 0            | 3            | 6      | 2      | 4      |
| Totale           | -     | 19      | 15      | 4       | 19           | 11           | 8            | 42     | 29     | 13     |

G = partite giocate; V = partite vinte; P = partite perse

### Statistiche dei giocatori
| Giocatore          | Volley League | Volley League | Volley League | Volley League | Volley League | Coppa di Lega | Coppa di Lega | Coppa di Lega | Coppa di Lega | Coppa di Lega | Champions League | Champions League | Champions League | Champions League | Champions League |
| Giocatore          | P             | PT            | AV            | MV            | BV            | P             | PT            | AV            | MV            | BV            | P                | PT               | AV               | MV               | BV               |
| ------------------ | ------------- | ------------- | ------------- | ------------- | ------------- | ------------- | ------------- | ------------- | ------------- | ------------- | ---------------- | ---------------- | ---------------- | ---------------- | ---------------- |
| E. Gómez           | 7             | 83            | 72            | 8             | 3             | 0             | 0             | 0             | 0             | 0             | 1                | 2                | 2                | 0                | 0                |
| D. Kōnstantinidīs  | 22            | 0             | 0             | 0             | 0             | 2             | 0             | 0             | 0             | 0             | 5                | 0                | 0                | 0                | 0                |
| R. Koumentakīs     | 20            | 275           | 22            | 28            | 25            | -             | -             | -             | -             | -             | 5                | 69               | 58               | 5                | 6                |
| R. Martinez        | 25            | 258           | 215           | 23            | 20            | 2             | 33            | 31            | 1             | 1             | 5                | 78               | 62               | 10               | 6                |
| G. Pantakidīs      | 14            | 19            | 9             | 4             | 6             | 2             | 4             | 1             | 2             | 1             | 4                | 7                | 5                | 1                | 1                |
| T. Papadīmītriou   | 20            | 0             | 0             | 0             | 0             | 2             | 0             | 0             | 0             | 0             | 4                | 0                | 0                | 0                | 0                |
| P. Papadopoulos    | 6             | 14            | 11            | 0             | 3             | 1             | 11            | 8             | 2             | 1             | 0                | 0                | 0                | 0                | 0                |
| N. Papaggelopoulos | 1             | 2             | 2             | 0             | 0             | 0             | 0             | 0             | 0             | 0             | 0                | 0                | 0                | 0                | 0                |
| P. Pelekoudas      | 30            | 238           | 169           | 63            | 6             | 2             | 8             | 6             | 2             | 0             | 6                | 48               | 34               | 10               | 4                |
| C. Sakoglou        | 17            | 52            | 39            | 8             | 5             | 2             | 22            | 15            | 5             | 2             | 4                | 16               | 13               | 2                | 1                |
| A. Shafranovich    | 28            | 218           | 184           | 14            | 20            | 2             | 12            | 8             | 3             | 1             | 5                | 44               | 36               | 2                | 6                |
| S. Sōtīriou        | 19            | 38            | 29            | 8             | 1             | 2             | 12            | 10            | 0             | 2             | 1                | 2                | 2                | 0                | 0                |
| K. Stiggas         | 11            | 31            | 19            | 11            | 1             | -             | -             | -             | -             | -             | 2                | 1                | 1                | 0                | 0                |
| G. Takouridīs      | 28            | 219           | 140           | 59            | 20            | 2             | 28            | 14            | 8             | 6             | 4                | 45               | 27               | 13               | 5                |
| A. Terzīs          | 27            | 13            | 9             | 2             | 2             | 2             | 3             | 2             | 0             | 1             | 6                | 5                | 2                | 1                | 2                |
| N. Učikov          | 18            | 302           | 262           | 22            | 18            | -             | -             | -             | -             | -             | 4                | 72               | 66               | 4                | 2                |
| M. Valkiers        | 30            | 83            | 30            | 24            | 29            | 2             | 3             | 0             | 1             | 2             | 6                | 10               | 7                | 3                | 0                |

P = presenze; PT = punti totali; AV = attacchi vincenti; MV = muri vincenti; BV = battute vincenti

NB: Non sono disponibili i dati relativi alla Coppa di Grecia e di conseguenza quelli totali della stagione